# Muhammad Ashafa
Muhammad Ashafa est imam et codirecteur avec le pasteur James Wuye de l'Interfaith Mediation Center of the Muslim-Christian Dialogue à Kaduna dans l'État de Kaduna, au nord du Nigeria. 

## Biographie
Fils ainé d'un savant musulman, maître spirituel de l'ordre soufi Tijaniyya issu d'une longue lignée d'Imams, Muhammad Ashafa grandit dans un environnement conservateur, et suit la vocation familiale en devenant lui-même imam. Mais Muhammad Ashafa appartient à une génération marquée par la révolution islamique iranienne de 1979, et influencée par les prêches des salafistes saoudiens et des Frères musulmans égyptiens. C'est ainsi qu'il rejoint un groupe islamiste décidé à islamiser le nord du Nigeria et en chasser les non-musulmans. Le mouvement, nourri d'une peur de l'Occident, connaît son apogée dans les années 80 et 90.
Il devient secrétaire général des Muslim Youth Councils (MYCs), une organisation incitant à la violence contre les chrétiens, représentés eux par la Youth Christian Association of Nigeria (YCAN) et le pasteur James Wuye.
Lors d'un affrontement entre chrétiens et musulmans à Zongon Kataf, Muhammad Ashafa perd deux cousins ainsi que son guide spirituel, tandis que James Wuye perd un bras. En 1995 les deux hommes ont décidé de travailler ensemble pour bâtir des ponts entre leurs communautés respectives et ont fondé l'Interfaith Mediation Center of the Muslim-Christian Dialogue à Kaduna. Cette organisation intervient auprès des jeunes dans les écoles et les universités, auprès des femmes, des responsables religieux et politiques, pour les sensibiliser au dialogue interreligieux et en faire des acteurs de paix. Le centre a notamment contribué à apaiser les tensions lors des affrontements de Kaduna en 2002 et de Yelwa en 2004.

## Films documentaires
L'Imam Ashafa et le Pasteur Wuye ont fait l'objet de deux documentaires :
- The Imam and the Pastor (2006)[3].
- An African Answer (2010)[4].

## Distinctions
Le Pasteur James Wuye et l’Imam Muhammad Ashafa ont reçu le Prix de la Paix de Brême en 2005, ainsi que le Prix pour la prévention des conflits de la Fondation Chirac en 2009. En 2017, ils ont reçu l'Intercultural Innovation Award des Nations unies pour leurs médiations réussies dans des conflits au Nigéria .